# Neobrachiella annulata
Neobrachiella annulata är en kräftdjursart som först beskrevs av Aleksandr Prokofyevich Markevich 1940.  Neobrachiella annulata ingår i släktet Neobrachiella och familjen Lernaeopodidae. Inga underarter finns listade i Catalogue of Life.